# Ernst Deutsch
Ernst Deutsch, también conocido como Ernest Dorian (Praga, 16 de septiembre de 1890 – Berlín, 22 de marzo de 1969), fue un actor judío de origen austríaco. En 1916, su interpretación como protagonista de la obra expresionista de Walter Hasenclever Der Sohn (El hijo) en Dresden lo consagró como gran actor. Deutsch también interpretó al antihéroe en El Golem (Der Golem, wie er in die Welt kam) de Paul Wegener en 1920. En el ámbito anglosajón, es conocido por su interpretación del barón Kurtz en El tercer hombre de Carol Reed en 1949.

## Biografía
Deutsch era hijo de un mercader afincado en Praga Ludwig Kraus y su mujer, Louise. Se casó con su amiga de la infancia Anuschka Fuchsova (hija del industrial Arthur Fuchs) en 1922. El primo de Anuschka, Herbert Fuchs de Robettin, era cuñado del escritor Franz Werfel. Deutsch creció en Praga. Mientras estudiaba, practicó el tenis llegando a tener un gran nivel. Después del instituto, Deutsch sirvió en el ejército. 
En 1914, Deutsch hizo debutó en el Teatro del Pueblo de Viena a la órdenes de Berthold Viertel. Tras una breve temporada en Praga, Edgar Licho lo fichó para el Albert Theatre de Dresde, adonde se trasladaría en 1916. Allí intervino en las obras The Robbers de Schiller y Spring Awakening de Frank Wedekind. Su interpretación más carismática fue la de El hio, que se estrenó el 8 de octubre de 1916, consagrándolo como un gran actor expresionista. En 1917, Deutsch fue al Volksbühne de Berlín. Apareció hasta 1933 en gran número de obras y ofreciendo otras funciones en Hamburgo, Munich y Viena, y también participando en un tour en Sudamérica. A principios de 1916, Deutsch apreció en 42 películas. 
En abril de 1933, tuvo que abandonar Alemania a causa de su condición de judío. Deutsch volvió a Viena y Praga, dando actuaciones en Zúrich, Bruselas y Londres (ya en 1936) donde aparecería en la obra de Charles Bennett Page From a Diary en el West End. En 1938 emigró a Nueva York y estuvo trabajando brevemente en Broadway en 1939 antes de trasladarse a Hollywood, donde pidió la nacionalidad estadounidense. A principios de 1942 apareció como Ernest Dorian en las películas de Hollywood, interpretando sobre todo oficiales alemanes y nazis.

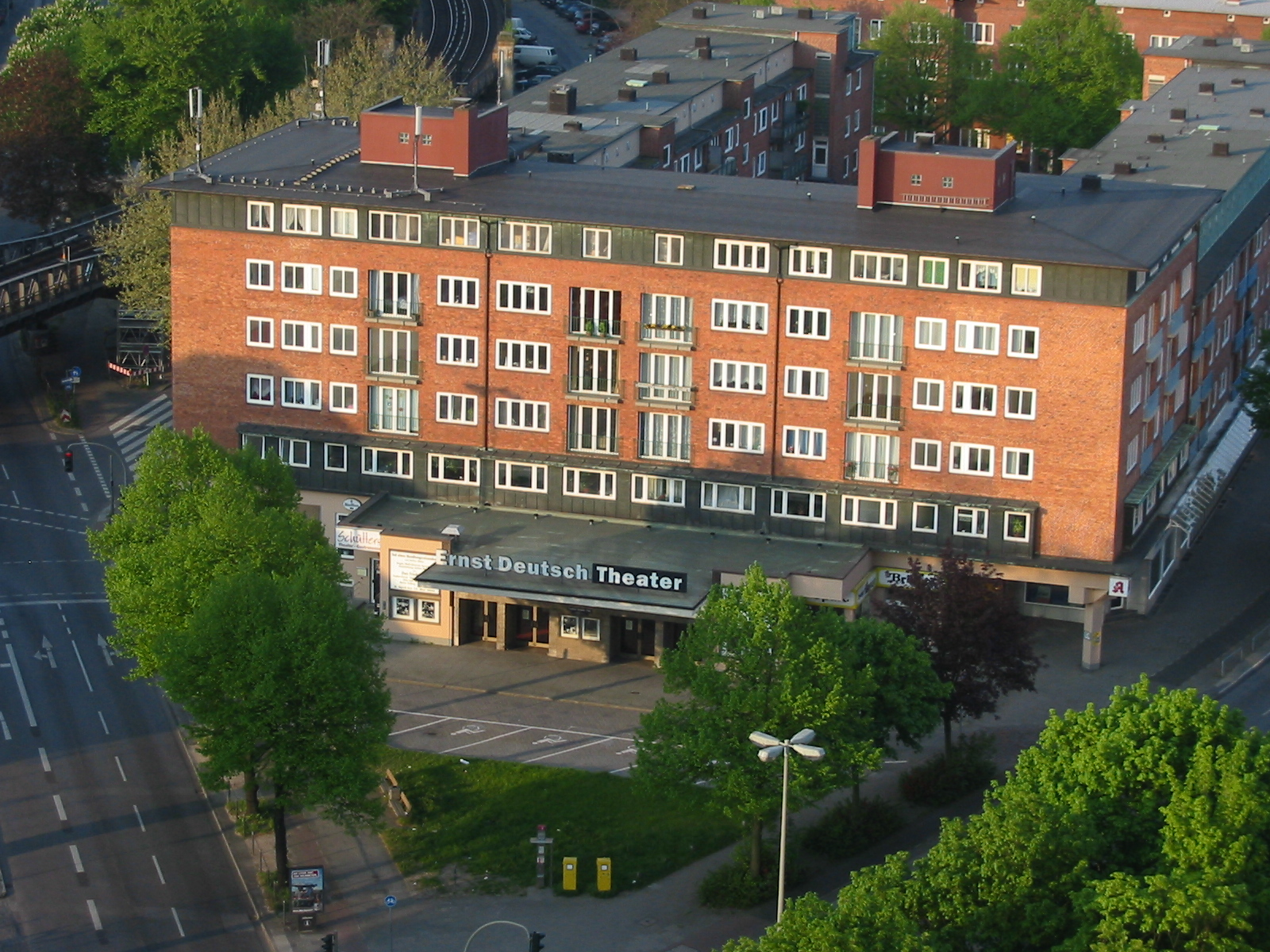
Teatro Ernst Deutsch en Hamburgo

Después de un paso por Buenos Aires en 1946, Deutsch volvió a Viena el siguiente años. En Viena, se convirtió en miembro del Burgtheater. En el Teatro Nacional de Alemania apareció en The Helpers of God, haciendo el papel del fundador de la Cruz Roja Henri Dunant, en 1948. Tres años después se trasladó a Berlín, apareciendo en Schiller y Schlossparktheater. Sus intervenciones en el cine incluyen el de Barón Kurtz en El tercer hombre de Carol Reed. Recibió la Copa Volpi al mejor actor Festival de Venecia de 1948 por su papel en Der Prozeß. También destacan su papel en Nathan el sabio de Gotthold Ephraim Lessing' y el de El mercader de Venecia.
Deutsch murió el 22 de marzo de 1969 en Berlín, y fue enterrado en el cementerio judío de Berlín. En el cuarto aniversario de su muerte en 1973, el antiguo Teatro Junges de Friedrich Schütter en el barrio de Uhlenhorst de Hamburgo fue renombrado en honor a Deutsch (que había realizado una representación de Nathan The Wise allí poco antes de su muerte).

## Filmografía
- Die Rache der Toten (1916) – Schreiber, Ferenc
- Die zweite Frau (1917) – Jesuita
- Apokalypse (1918)
- Pique Dame (1918) – Graf St-. Germain
- Irrungen (1919) – Franz, Arbeiter
- Die Geisha und der Samurai (1919)
- Die Frau im Käfig (1919)
- Blondes Gift (1919) – Rolf Röm (Enkel)
- Der Galeerensträfling (2 parts) (1919) – Galeerensträfling
- Fluch der Vergangenheit (1919)
- Vom Schicksal erdrosselt (1919) – Ernst Dutton
- Die Tochter des Henkers (1919)
- Das Kloster von Sendomir (1919)
- Aladdin und die Wunderlampe (1919)
- Haß (1920)
- Von morgens bis mitternachts (1920) – Kassierer
- Monika Vogelsang (1920) – Johannes Walterspiel
- Gerechtigkeit (1920)
- Erpresst (1920)
- Die Jagd nach dem Tode (1920)
- El Golem (Der Golem, wie er in die Welt kam) (1920) – el rabino Famulus
- Judith Trachtenberg (1920) – Hermano de Judith
- Fiebernächte (1920)
- Ferreol (1920)
- Der gelbe Tod (2 parts) (1920)
- Das Frauenhaus von Brescia (1920)
- Hannerl und ihre Liebhaber (1921) – Priester
- Brennendes Land (1921) – Vikar Benedikt
- Lady Godiva (1921)
- Die Dame und der Landstreicher (1922)
- Duke Ferrante's End (1922) – Orlando
- Sein ist das Gericht (1922)
- Liebe kann man nicht kaufen (1922)
- Der Kampf ums Ich (1922)
- Der alte Gospodar (1922) – Zdenko & Wolfgan
- Die Pagode (1923)
- Das brennende Geheimnis (1923)
- Das alte Gesetz (1923) – Baruch, sein Sohn
- Soll und Haben (1924) – Bernhard
- Dagfin (1926) – Assairan, un armenio
- Das Frauenhaus von Rio (1927) – Plüsch (Popescu)
- Zwei unterm Himmelszelt (1927) – Pierre Marescot, Eintänzer
- Artisten (1928) – el ilusionista Maranoff
- The Prisoner of Corbal (1936) – El fugitivo
- Nurse Edith Cavell (1939) – Dr. Schroeder
- The Man I Married (1940) – Otto
- Escape (1940) – Barón von Reiber (no acreditado)
- So Ends Our Night (1941) – Dr. Behr
- Prisoner of Japan (1942) – Matsuru
- Enemy Agents Meet Ellery Queen (1942) – Dr. Morse, médico del Lido Club
- Reunion in France (1942) – Captain
- The Moon Is Down (1943) – Maj. Hunter
- Night Plane from Chungking (1943) – Mayor Brissac
- Isle of the Dead (1945) – Dr. Drossos
- El proceso (Der Prozeß) (1948) – Scharf, Tempeldiener
- El tercer hombre (The Third Man) (1949) – Barón Kurtz
- Das Haus des Schweigens (1951) – Abel de Yonkh
- Wenn abends die Heide träumt (1952)
- Nathan der Weise (1955, telefilm) – Nathan
- Jedermann (1958, TV)
- Sebastian Kneipp (1958) – Papa León XIII
- Ein Mädchen vom Lande (1961, TV) – Frank Elgin
- Vor Sonnenuntergang (1962, TV) – Matthias Clausen
- In der Strafkolonie (1963, TV) – Der Reisende
- Der Fall Bohr (1966, TV) – Peter von Bohr

## Premios y distinciones
Festival Internacional de Cine de Venecia
| Año  | Categoría                 | Película   | Resultado |
| ---- | ------------------------- | ---------- | --------- |
| 1948 | Copa Volpi al mejor actor | El proceso | Ganador   |